# ʿAbd as-Salām ibn Maschīsch
ʿAbd as-Salām ibn Maschīsch (arabisch عبد السلام بن مشيش العلمي, DMG ʿAbd as-Salām b. Mašīš al-ʿAlamī; * 1140 in Beni Aross bei Tanger; † 1227 in Jbel el Alam), auch Ben Mshish genannt, war ein Sufi-Marabout, der während der Herrschaft der Almohaden im westlichen Rifgebirge lebte. Sein Kuppelgrab (qubba) befindet sich in Jbel el Alam.
Anfang Juli zelebrieren seine Anhänger, die Shorfa Alamiyyin, das jährliche Pilgerfest (moussem) für Abdeslam ibn Mchich, dessen religiöse Abstammungskette (silsila) über die Idrisiden bis zu Mohammed zurückreicht und der auch als „Sultan von Jbala und Beschützer des Tales“ bekannt ist. Abdeslam bekehrte Abu l-Hasan asch-Schadhili zum Sufismus. Sein Lehrer war Abū Madyan (1126–1197/98), der Schutzpatron von Tlemcen. Abdeslam war ein Vorfahre von Scherif Molla Ali Ben Moussa Ben Rached El Alami, dem Gründer von Chefchaouen.
Er verfasste eine Sammlung von Betrachtungen über das politische und religiöse Leben seiner Zeit und die Taslya, eine Hagiografie (Laudatio) auf Mohammed, zu der Ahmad ibn Adschiba einen Kommentar schrieb. Ebenso schuf er As-Salatul-Mashishiyyah, eine metaphysische Umschreibung eines bekannten Gebetes, in welchem der Gläubige Gott anruft, um den Propheten zu segnen und zu danken, dass ihn der Islam durch ihn erreicht hat. Abdeslam verstand den Propheten Mohammed als Ausdruck des einen Geistes, auf welchen sich alles bezieht und welcher ein dauerhafter Mittler zwischen dem unbegreiflichen Gott und der Welt ist.